# Checkstyle
Checkstyle是在软件开发中的一种静态代码分析工具，用来检查Java源代码是否符合编码规则。

## 模块
Checkstyle定义了一组可用的模块，每个模块都提供可配置严格程度的规则（强制性的、可选的等）。每项规则都可以发出通知、警告和错误。例如，Checkstyle可以检查下列问题：
- 类、属性和方法的Javadoc；
- 属性和方法的命名规范；
- 函数参数数量、代码行的长度的限制；
- 标题是否存在[3]；
- 包的导入、类、访问控制修饰符、代码块的使用；
- 字符间的间隔；
- 重复代码[4]；
- 代码中多种复杂度的度量

## 用法
Checkstyle构建成一个JAR文件中，继可以运行在Java虚拟机上，又可以作为一个Apache Ant任务。它还可以集成到集成开发环境或其他工具中。
Checkstyle插件还可以提供其他功能，例如:
- 重载代码编辑器的语法高亮；
- 在项目浏览器里突出显示存在问题的代码项；
- 在输出窗口中添加警告和错误输出

这样一来，开发者可以直接访问被Checkstyle高亮的代码部分。

## 历史
Checkstyle最初由Oliver Burn于2001年开始开发，由来自世界各地的几个开发者组成的开发团队维护。
版本5.6是目前的稳定版本，其针对的是Java 7。

## 拓展阅读
- Eclipse Checkstyle 教程（页面存档备份，存于）